# Dorfkirche Chursdorf

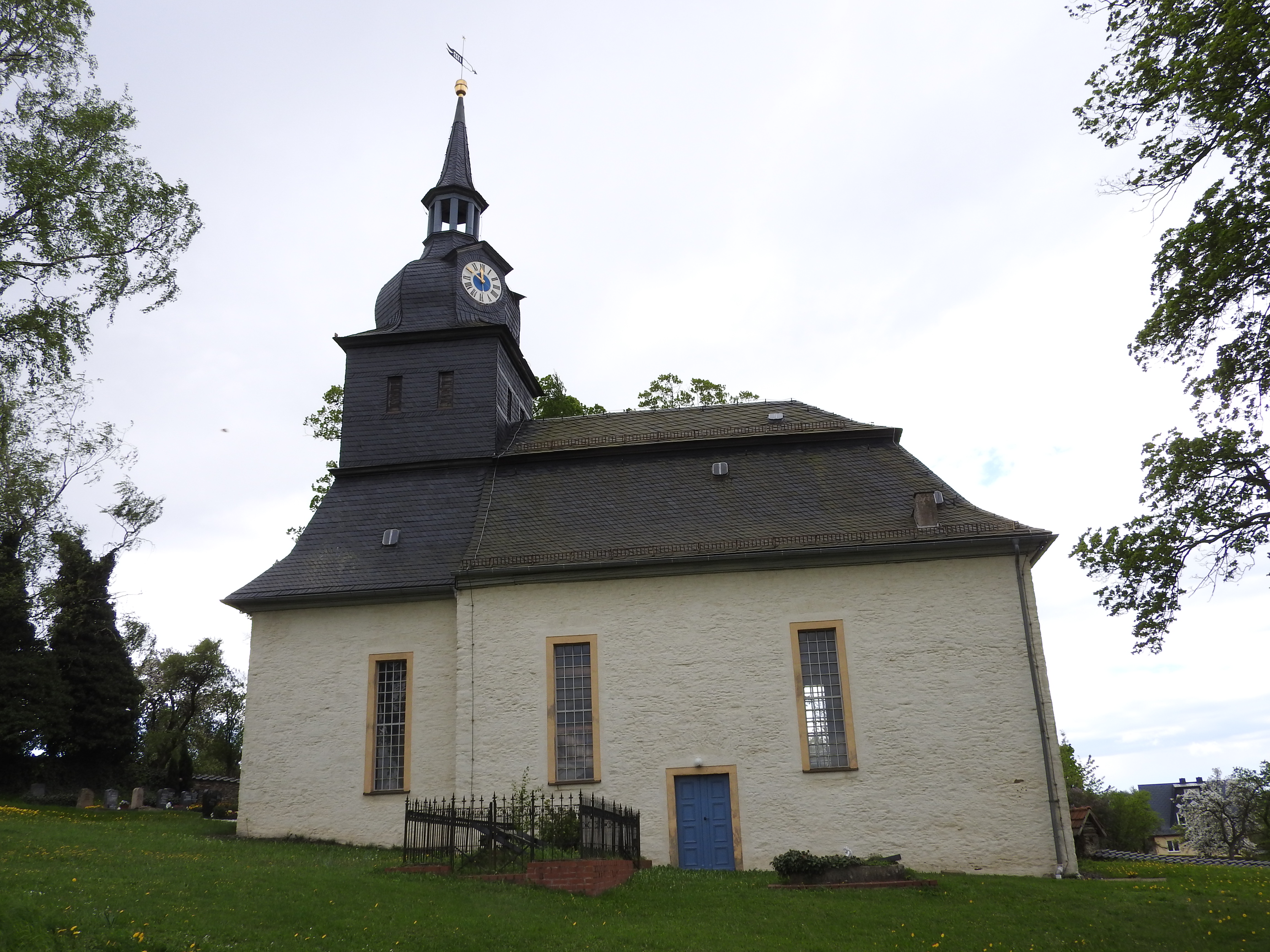
Dorfkirche St. Gallus Chursdorf

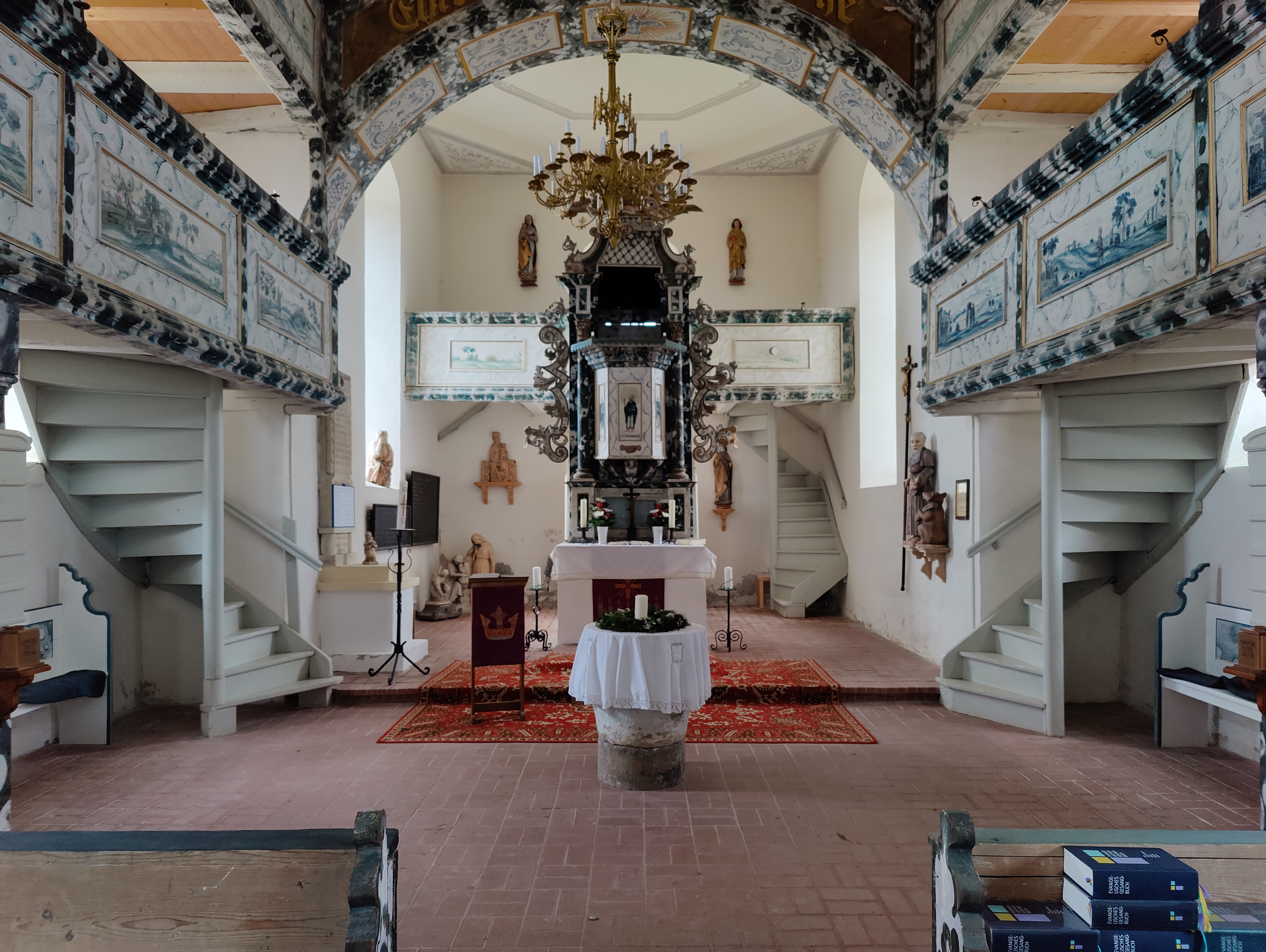
Innenansicht (2022)

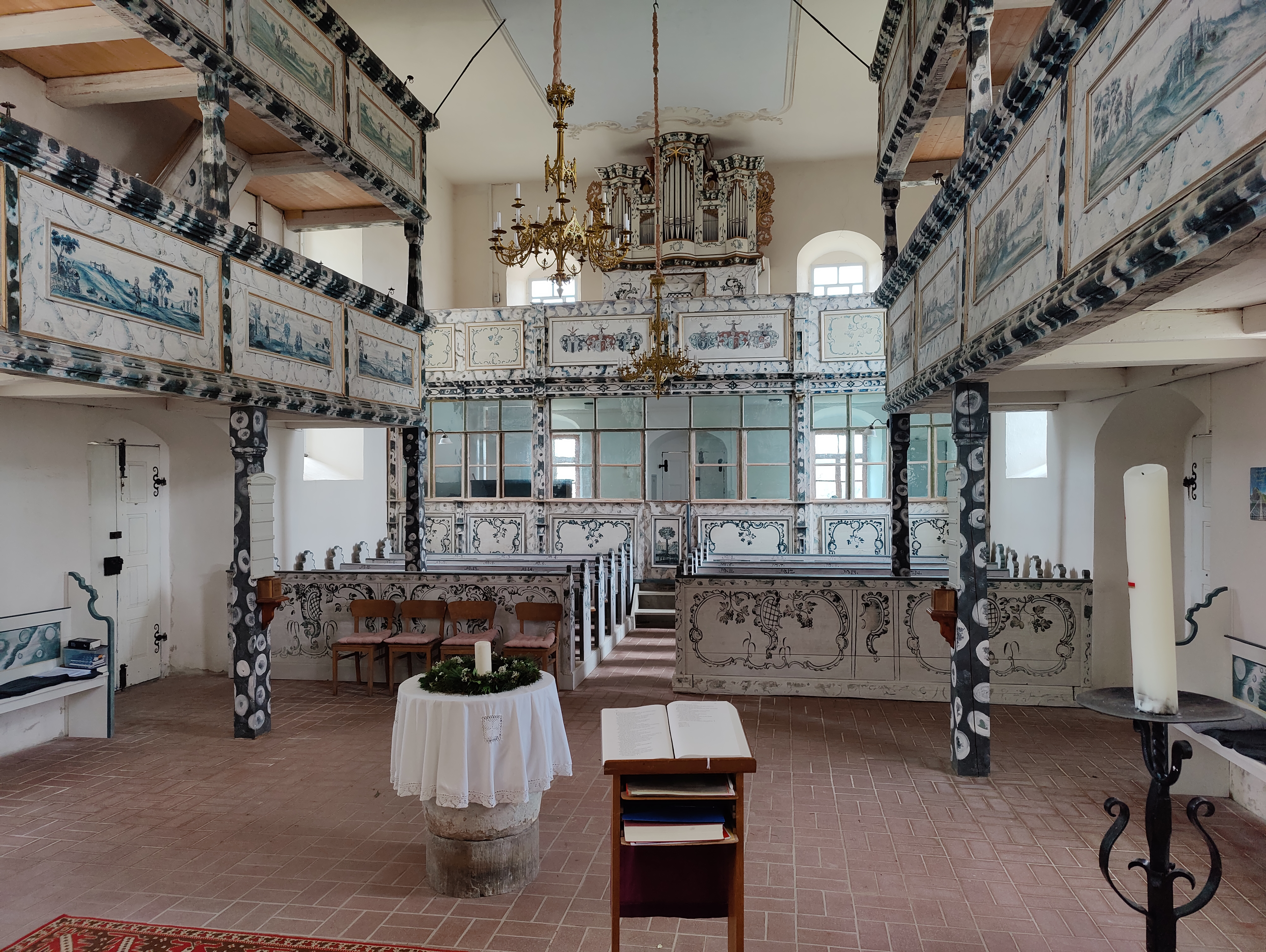
Blick zur Orgel

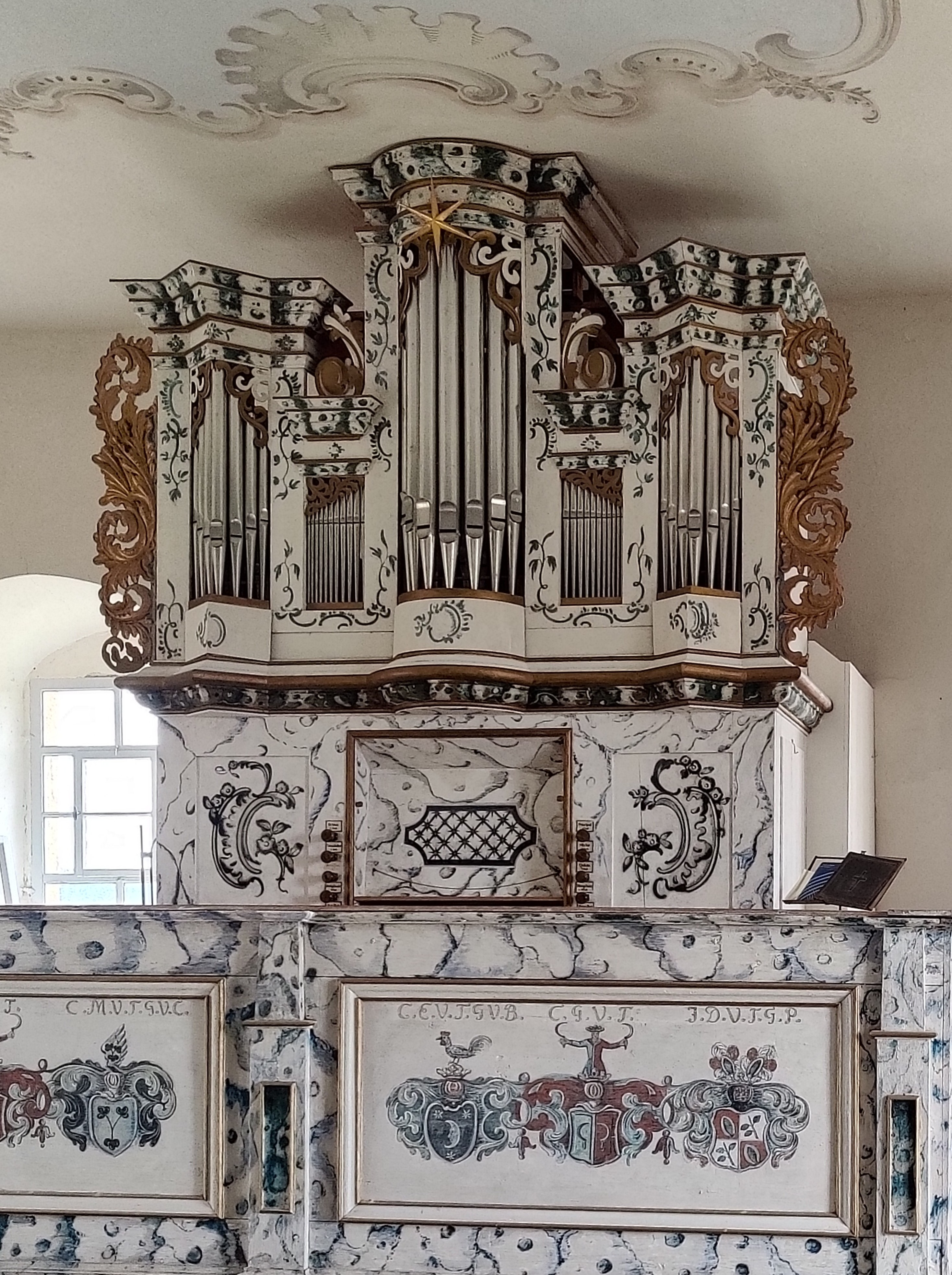
Orgel

Die evangelische St.-Gallus-Kirche befindet sich im Ortsteil Chursdorf der Gemeinde Dittersdorf im Saale-Orla-Kreis in Thüringen.

## Lage
Die Kirche liegt im Schleizer Oberland auf einem Berg in der Hügellandschaft um Schleiz und Bad Lobenstein und im Thüringer Schiefergebirge. Westlich führt die Bundesautobahn 9 vorüber.

## Geschichte
Die Kirche entstand um 1722 durch Umbau einer romanischen Chorturmkirche. Das Bauwerk wurde mit Rechteckfenstern und abgewalmtem Mansarddach versehen. Das Innere ist mit Flachdecke gedeckt und von zweigeschossigen Emporen umgeben. Ein holländischer Maler schmückte das Bauwerk um 1770 mit Rokokomalereien. Eine Besonderheit ist das reich geschmückte Gestühl, auf dem die Familien über Generationen auf für sie nummerierten Plätzen sitzen. Mit Molke und Eiweiß wurde im 18. Jahrhundert die blaue Farbe auf Holz gebracht. Das Hauptstück der Ausstattung ist ein Kanzelaltar mit Darstellung der Evangelisten. An der Ostwand sind zwei Schnitzfiguren aus dem früheren Retabel der ersten Hälfte des 15. Jahrhunderts erhalten, welche Maria mit Kind und Johannes den Evangelisten darstellen.

## Orgel
Die Rokokoorgel aus dem Jahr 1753 wurde von dem Orgelbauer Johann Paul Trampel aus Adorf im Vogtland erbaut.
Die Orgel ist im Landorgelmacherstil gebaut worden. Sie hat zehn Register plus Tremulant und Zimbelstern und ist blauweiß in der Art von Delfter Kachelmalerei bemalt. Auf dieser Orgel finden an jedem Mittwoch der Sommermonate die Chursdorfer Orgelvespern statt.
Die Disposition lautet:
| I Manual CD–c3 |    |
| Grobgedackt    | 8′ |
| Principal      | 4′ |
| Kleingedackt   | 4' |
| Holfloet       | 4′ |
| Quinta         | 3′ |
| Octava         | 2′ |
| Sesquialter II |    |
| Mixtur III     |    |

| Pedal CD–c1 |     |
| Subbaß      | 16′ |
| Octav-Baß   | 8′  |

- Pedalkoppel
- Tremulant